# Jerzy Rachubiński
Jerzy Rachubiński (ur. 1965 w Łodzi) – polski dyrygent i pedagog.

## Życiorys
Absolwent dyrygentury na Akademii Muzycznej w Łodzi (klasa prof. Tadeusza Błaszczyka, dyplom w 1990) oraz podyplomowych studiów emisji głosu na Akademii Muzycznej w Bydgoszczy (1992). Doktor habilitowany (habilitacja w 2012 na Akademii Muzycznej w Gdańsku), profesor nadzwyczajny Akademii Muzycznej w Łodzi.
Kierownik artystyczny i dyrygent Chóru Mieszanego Stowarzyszenia Śpiewaczego „Harmonia” (1991–2018) oraz Akademickiego Chóru Politechniki Łódzkiej (1993–2019). Założyciel Łódzkiego Chóru Kameralnego. Występował na koncertach w Austrii, Czechach, we Francji, w Holandii, Irlandii, na Litwie, w Niemczech, Norwegii, Portugalii, na Ukrainie, Węgrzech, w Wielkiej Brytanii, we Włoszech (w kilku krajach wielokrotnie). Laureat kilkunastu konkursów chóralnych (m.in. najlepszy dyrygent festiwalu w Częstochowie). 
Autor książki Te Deum jako gatunek muzyczny na podstawie utworów Karola Kurpińskiego i Antonina Dworzaka. Pomysłodawca i założyciel Festiwalu i Konkursu Chóralnego im. Mikołaja Zieleńskiego w Łowiczu (edycje I – 2017, II – 2018, III – 2019) oraz Festiwalu i Konkursu Chórów 
i Zespołów Wokalnych „Choir in Motion” w Łodzi (edycje I – 2018, II – 2019). Autor licznych utworów, opracowań muzycznych, na chóry  mieszane i jednorodne. 
Odznaczony m.in. odznakami: „Zasłużony Działacz Kultury" (2003), „Zasłużony dla Kultury Polskiej” (2006) i Brązowy Medal „Zasłużony Kulturze Gloria Artis” (2016).